# Tegyra cinnamomea
Tegyra cinnamomea – gatunek kosarza z podrzędu Laniatores i rodziny Manaosbiidae. Jedyny znany przedstawiciel monotypowego rodzaju Tegyra.

## Występowanie
Gatunek wykazany z Peru.